# Мадам Пруданс идёт по следу
«Пруданс Петитпас» (фр. Prudence Petitpas) — серия комиксов, созданная Морисом Марешалем (Maurice Maréchal). 

## Концепция
«Пруданс Петитпас» — юмористический сериал о пожилой даме Пруданс Петитпас, которая живёт в вымышленной деревне Мушерон (фр. Moucheron). Как и мисс Марпл (англ. Miss Marple), она расследует преступления, которые полиция не может раскрыть.

## Персонажи
- Пруданс Петитпас (фр. Prudence Petitpas) — очаровательная старушка.
- Станислас (фр. Stanislas) — рыжий кот, питомец Пруданс Петитпас.
- Киприен (фр. Cyprien) — офицер полиции, который часто приходит на помощь Пруданс.
- Инспектор Робур Дюрок (фр. Inspector Robur Duroc) — инспектор полиции.
- Жожо (фр. Jojo) — мальчик, который является хорошим другом и полезным помощником для Пруданс.

## История
Комикс «Пруданс Петитпас» был опубликован в 1957 году в журнале Tintin по рекомендации Раймонда Мачеро (фр. Raymond Macherot) — соседа Мориса Марешаля. Сериал вращался вокруг жизни пожилой дамы, которая раскрывала преступления. Марешаль целенаправленно выбрал старшего персонажа, чтобы выделиться среди других серий комиксов, в которых обычно были более молодые главные герои. Первоначально серия публиковалась в виде более коротких рассказов, а позже — в виде более длинных приключений. В 1967 году сериал был закрыт, чтобы Марешаль мог лучше сосредоточиться на своей дневной работе в качестве учителя испанского языка в Вервье (фр. Verviers). В 1983 году он взял время для создания новых рассказов, которые были опубликованы в журнале Spirou, где они выходили до 1987 года.
Сценарии были написаны Рене Госинни (René Goscinny), Грегом (Greg; Michel Régnier), Раймондом Мачеро и Миттеи (Mittéï). Сериал был переведён на нидерландский, итальянский, немецкий, испанский, албанский, арабский и русский языки.

## Мультсериалы
В 2001 году «Пруданс Петитпас» был адаптирован в анимационный телесериал под названием «Мадам Пруданс идёт по следу» (фр. Les enquêtes de Prudence Petipas). Он был спродюсирован студиями SEK Studio и Carrere Group D.A. и транслировался на канале TF1. В 2001—2004 годах было создано 52 получасовых эпизода, которые шли в течение двух сезонов.

### Трансляция в России
В России трансляция мультсериала «Мадам Пруданс идёт по следу» началась в 2007 году на канале «ТелеНяня» (позднее — «Карусель»).